# Мистико (рестлер)
Луи́с Игна́сио Ури́ве Альви́рде (исп. Luis Ignacio Urive Alvirde; род. 22 декабря 1982 года) — мексиканский лучадор известный по выступлениям в Consejo Mundial de Lucha Libre, Lucha Libre AAA Worldwide (AAA) и WWE.
Первоначально он работал под именем Мистико, затем подписал контракт с WWE, где был известен под именем Син Кара. По возвращении в Мексику он работал под именем Мизтезис в AAA, а после возвращения в CMLL в 2015 году выбрал себе имя Каристико. В 2021 году он вернул себе имя Мистико, поскольку его преемник и партнер по команде Мистико II покинул CMLL.
С 2006 по 2011 год Уриве был главным тэкнико (тем, кто изображает хороших парней) и в течение нескольких лет был самым кассовым в Мексике. Несмотря на то, что он работал под предыдущими именами, в CMLL он приобрел популярность как Мистико, религиозный персонаж, который по сюжету был протеже священника рестлинга Фрая Тормента. С 2011 по 2014 год он работал в WWE под именем Син Кара (после чего его имя было присвоено его сюжетному сопернику Унико). Затем Уриве работал в Lucha Libre AAA Worldwide (AAA), приняв имя Мизтезис, а в 2015 году вернулся в CMLL под именем Каристико.
В 2006 году Мистико получил награду «Рестлер года» от издания Wrestling Observer Newsletter.

## Титулы и достижения
- Consejo Mundial de Lucha Libre
  - CMLL World Tag Team Championship (4 раза) — с Негро Касасом (2) и Эктором Гарсой (2)
  - CMLL World Welterweight Championship (1 раз)
  - Mexican National Light Heavyweight Championship (1 раз)
  - NWA World Middleweight Championship (2 раза)
  - Torneo Gran Alternativa (2004) — с Эль ихо дель Санто
  - Torneo Gran Alternativa (2007) — с Ла Сомбра
  - Leyenda de Plata: 2006, 2007, 2008
- Festival Mundial de Lucha Libre
  - FMLL World Championship (1 раз)
- International Wrestling Revolution Group
  - IWRG Intercontinental Super Welterweight Championship (1 раз)
- New Japan Pro Wrestling
  - Чемпион IWGP в полутяжёлом весе (1 раз)[5]
- Pro Wrestling Illustrated
  - PWI ставит его под № 3 в списке 500 лучших рестлеров 2007 года
- Universal Wrestling Entertainment
  - Trofeo Bicentenario (2010)
- Wrestling Observer Newsletter
  - Лучшие кассовые сборы (2006)
  - Лучшие кассовые сборы десятилетия (2000—2009)
  - Лучший летающий рестлер (2006, 2007)
  - Рестлер года (2006)[4]